# Chorągiew piechoty polsko-węgierskiej Mikołaja Hieronima Sieniawskiego

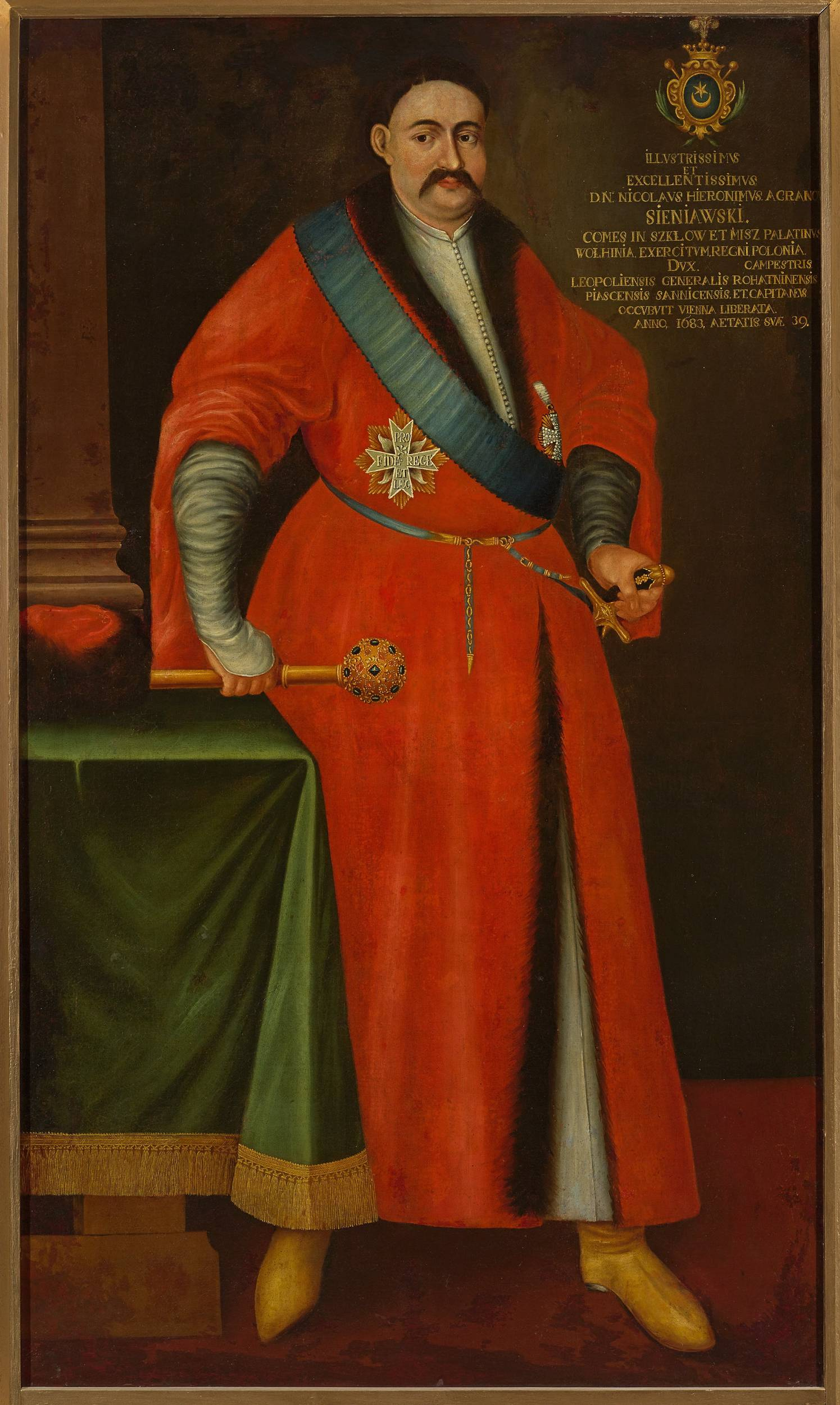
Mikołaj Hieronim Sieniawski herbu Leliwa

Chorągiew piechoty polsko-węgierskiej Mikołaja Hieronima Sieniawskiego – chorągiew piechoty II połowy XVII wieku, okresu wojen Rzeczypospolitej z Turcją i Rosją.
Fundatorem i patronem chorągwi był hetman polny koronny Mikołaj Hieronim Sieniawski herbu Leliwa (zmarł 15 grudnia 1683).
Żołnierze chorągwi znaleźli się w kompucie wojsk koronnych pod Wiedniem w 1683 (120 porcji) i wzięli udział w wojnie polsko-tureckiej.